# Dizzy Gillespie
Dizzy Gillespie (Cheraw, 21. listopada 1917. – Englewood, 6. siječnja 1993.), američki jazz glazbenik.
Jedan je od stvaratelja i glavnih predstavnika stila be-bop, a uz Armstronga najznačajniji trubač jazza. Od 1945. godine vodio je vlastite ansamble.
Poznat je po svom načinu sviranja i po njegovim napuhanim obrazima dok svira.